# Тролза-5265 «Мегаполіс»
Тролза 5265 «Мегаполіс» (рос. Тролза 5265 «Мегаполис») — сімейство низькопідлогових міських тролейбусів російського виробництва, що серійно випускається на Енгельському тролейбусному заводі «ЗАО ТролЗа» з 2006 року, від початку виробництва виготовлено близько 1000 екземплярів.
Переважна більшість тролейбусів ТролЗа 5265 «Мегаполіс» працює в Росії, також 16 екземплярів працюють в Одесі. Модель Тролза 5265 «Мегаполіс» стала зразком для створення нової, також повністю низькопідлогової зчленованої моделі Тролза 6206. Тролза 5265 — один з найперших повністю низькопідлогових тролейбусів Росії.
На замовлення тролейбус може бути обладнаний пандусом для підйому пасажирів у інвалідних візках, кнілінгом кузова тощо.
З 2016 року на базі даної моделі розпочато виробництво особливих тролейбусів зі збільшеним автономним ходом (визначені як електробуси з динамічної підзарядкою). В основу автономного ходу покладено використання акумуляторів на основі літій-титанату і літій-залізо-фосфатних сполук.

## Загальні відомості
Кузов.
Каркас тролейбуса зроблений з труб з оцинкованої сталі з повною антикорозійною обробкою. Тролейбус має тримальний кузов, з інтегрованою рамою-фермою (не плутати з тримальною рамою), яка виконує функцію зміцнення конструкції. Зовнішня обшивка також виконана з листів оцинкованої сталі. Кузов повністю обробляється фосфатними фарбами, що захищають метал від корозії; завдяки чому тролейбус має досить довгий строк служби, не менше ніж 10—15 років.
Електрообладнання.
Електричний двигун тролейбуса розміщується у задньому звісі під підлогою салону у лівому куті. Тролза 5265 може обладуватися декількома типами двигунів:
- ДК-211, 170 КВт постійного струму;
- ТАД-3 (ДТА-1У1), 170 КВт змінного струму, асинхронний (такий же може встановлюватися на БКМ 321);
- ТАД-280, 180 КВт змінного струму, асинхронний.

Тролейбус Тролза 5265 може комплектуватися різними системами керування тяговим електродвигуном. Реостатно-контакторна система керування, яка встановлюється на нього, реалізована як підключення до обмоток електродвигуна набору спеціальних опорів(пусковогальмівних реостатів). Їх безпосередньою функцією є обмеження сили струму, що проходить через обмотки тягового електродвигуна. Поступова зміна опору досягається за допомогою комутації груп реостатів спеціальним пристроєм, що зветься груповим реостатним контролером; для підключення до електричного кола електродвигуна певної групи реостатів застосовуються контактори, пристрої релейного принципу. Тролза 5265 обладнується автоматичною РКСК, у якій послідовність комутації виконується не водієм тролейбуса, а низьковольним службовим серводвигуном — електродвигуном, що керує послідовністю комутації. Водій відповідно лише вибирає, що потрібно від транспортного засобу за допомогою педалей.
Через великі енерговтрати ця система є неекономічною (великий опір спричиняє значні втрати на нагріванні реостатів), тому на «Мегаполісі» може застосовуватися і система керування на базі IGBT-транзисторів, що дозволяє регулювати частоти струму на обмотках електродвигуна, і відповідно веде до зміни швидкості обертання ротора. Для перетворення постійного струму з контактної мережі у змінний використовується інвертор. Команди інвертору про генерацію струму з необхідною частотою надає електронний блок, який керується водієм через натискання педалей. Транзисторна СУ дозволяє зекономити близько 40 % електроенергії порівняно з РКСУ. Також тут реалізовано повернення електроенергії (електричного струму) під час гальмування у контактну мережу (рекуперація). Система управління тролейбуса виготовлена фірмою «Чергос» (Росія).
Також на Тролзі 5265 передбачене опційне встановлення акумуляторних батарей для автономного ходу. Для живлення низьковольтних мереж застосовується статичний перетворювач. Більшість електрообладнання винесено на дах, у перегородку водія вмонтовано контакторну панель.
Двовісний тролейбус — ведучий міст задній. Передня підвіска незалежна пневматична, задня залежна пневматична; гальмівна система — пневматична двоконтурна, є антиблокувальна система. Мости від RABA або ZF.
Тролейбус має повністю низький рівень підлоги на всіх дверях, висота підлоги дорівнює лише 36 см. Це надає значну перевагу тролейбусу, оскільки низький рівень підлоги зручний для дітей, старших людей та маломобільних пасажирів. На замовлення тролейбус може обладуватися відкидною аппареллю для перевезення пасажирів в інвалідних візках. Салон обладнаний 18—21 пасажирськими сидіннями; це досить мало, і планування у салону теж не найкраще, багато місця ніяк не використовується; через це знижується місткість тролейбуса. Кабіна водія відокремлена від салону суцільною заскленою перегородкою, для входу водія до кабіни виділено передню стулку передніх дверей, що відкриваються автономно. Панель приладів не надто сучасна, також слід згадати про чималу кількість тумблерів (перемикачів) замість звичних клавіш та індикаторів застарілих типів. Нові Тролзи можуть комплектуватися і сучаснішими електронними індикаторами (показниковими приладами), однак всерівно приладова панель виглядає не надто сучасно. В кабіні розміщено вогнегасник та аптечку.

## Додаткові опції
Тролейбус розраховано і на ряд додаткових опцій:
- можливість кнілінгу кузова - тролейбус "присідає" на праві півосі, й нахилиться до бордюру;
- можливість встановлення відкидного пандуса, необхідного для перевезення інвалідів;
- можливість встановлення кондиціонера (наприклад, Одеські Тролзи ними обладнані).
- також можливі інші опції.

## Переваги і недоліки
Переваги:
- Сучасний дизайн, наприклад, маленькі округлі фари, панормне лобове скло (триплекс);
- Тоновані склопакети;
- Повністю низький рівень підлоги у салоні;
- Електронні табло.

Недоліки:
- Незручне планування салону та розміщення сидінь, багато місця ніяк не використовується;
- Мала кількість сидячих місць;
- Менша місткість, як наслідок незручного планування, ніж наприклад у ЛАЗ Е183 чи БКМ 321.
- Велика шумність системи керування ТЕД.
- Доволі примітивна комплектація місця водія.

## Технічні характеристики
| Довжина, мм                                                               | 11700   |
| Ширина, мм                                                                | 2500    |
| Висота, мм                                                                | 3410    |
| Кліренс, мм                                                               | 150     |
| Ресурс кузова (не менше), років                                           | 10—15   |
| Кнілінг кузова                                                            | опція   |
|                                                                           |         |
| Колісна формула                                                           | 4×2     |
| Ведучий міст —                                                            | задній  |
| Висота підлоги у всіх дверях, мм                                          | 360     |
| Формула дверей                                                            | 2—2—2   |
| Кількість сидячих місць, шт                                               | 18,21   |
| Нормальна місткість, чол                                                  | 100     |
| Двигун (1)                                                                | ТАД-280 |
| Двигун (2)                                                                | ТАД-3   |
| Двигун (3)                                                                | ДК-211  |
| Потужність, кВт (1)                                                       | 180     |
| Потужність, кВт (2)                                                       | 170     |
| Потужність, кВт (3)                                                       | 170     |
| СУ тяговим двигуном (1)                                                   | РКСУ    |
| СУ тяговим двигуном (2)                                                   | ТРСУ    |
| Автономний хід                                                            | опція   |

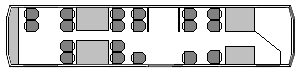
Схема розміщення сидінь

| Зовнішній шум, що створюється тролейбусом, дБА                            | 78      |
| Внутрішній шум, що створюється тролейбусом, дБА (кабіна)                  | 78      |
| Внутрішній шум, що створюється тролейбусом, дБА (салон)                   | 82      |
| Максимально допустиме відхлення від контаткної мережі, м                  | 4,5     |
| Максимальна постійна швидкість на горизонтальній ділянці траси, км/год    | 60      |
| Розгін 0—50 км/год на горизонтальній ділянці траси, с                     | 22      |
| Максимальне прискорення при повному завантаженні, м/с²                    | 1,5     |
| Максимальне сповільнення при повному завантаженні, м/с²                   | 1,5     |
| Максимальний підйом, що може подолати тролейбус з повним завантаженням, % | 15      |

### RUS

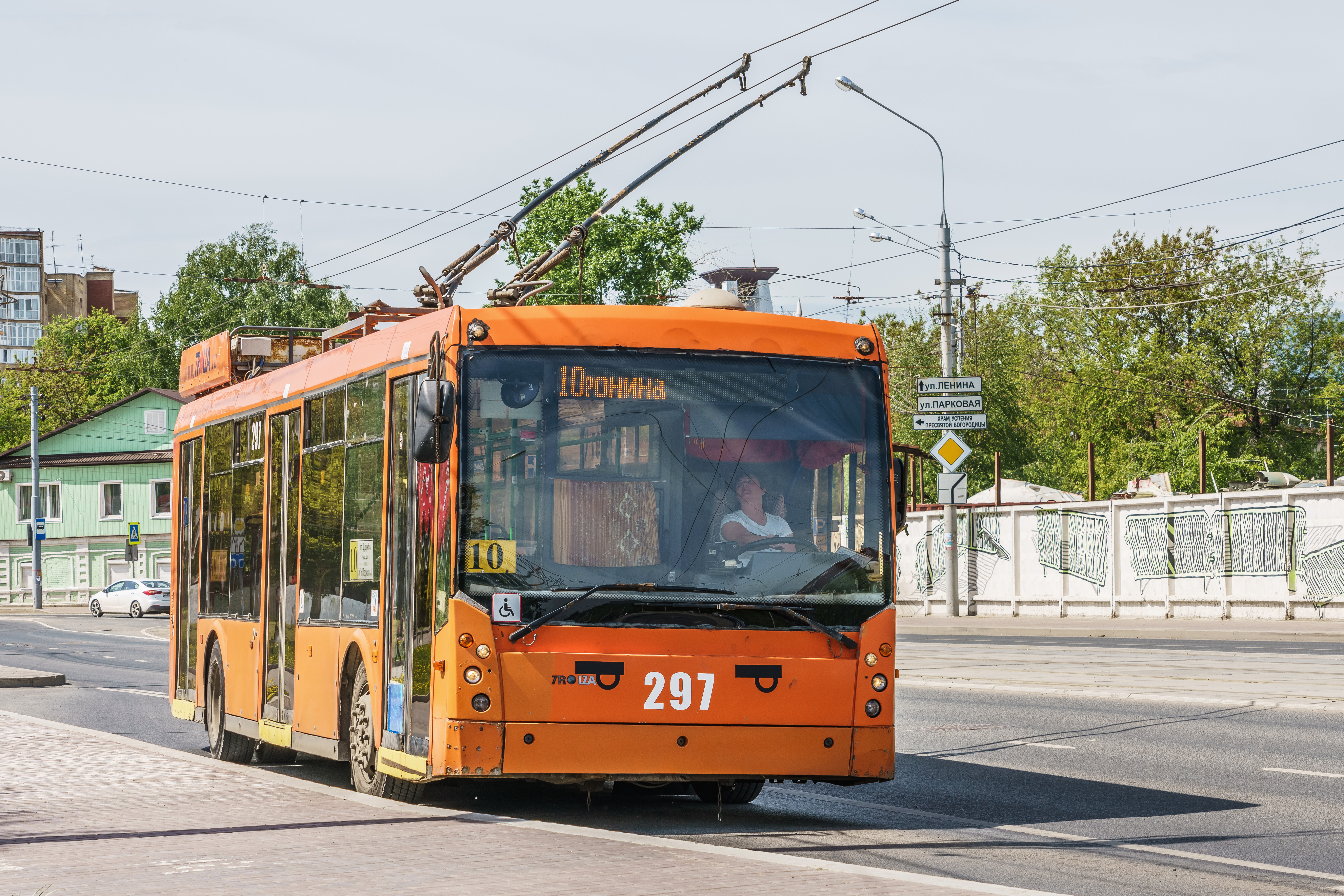
Тролза-5265 «Мегаполіс» у Пермі

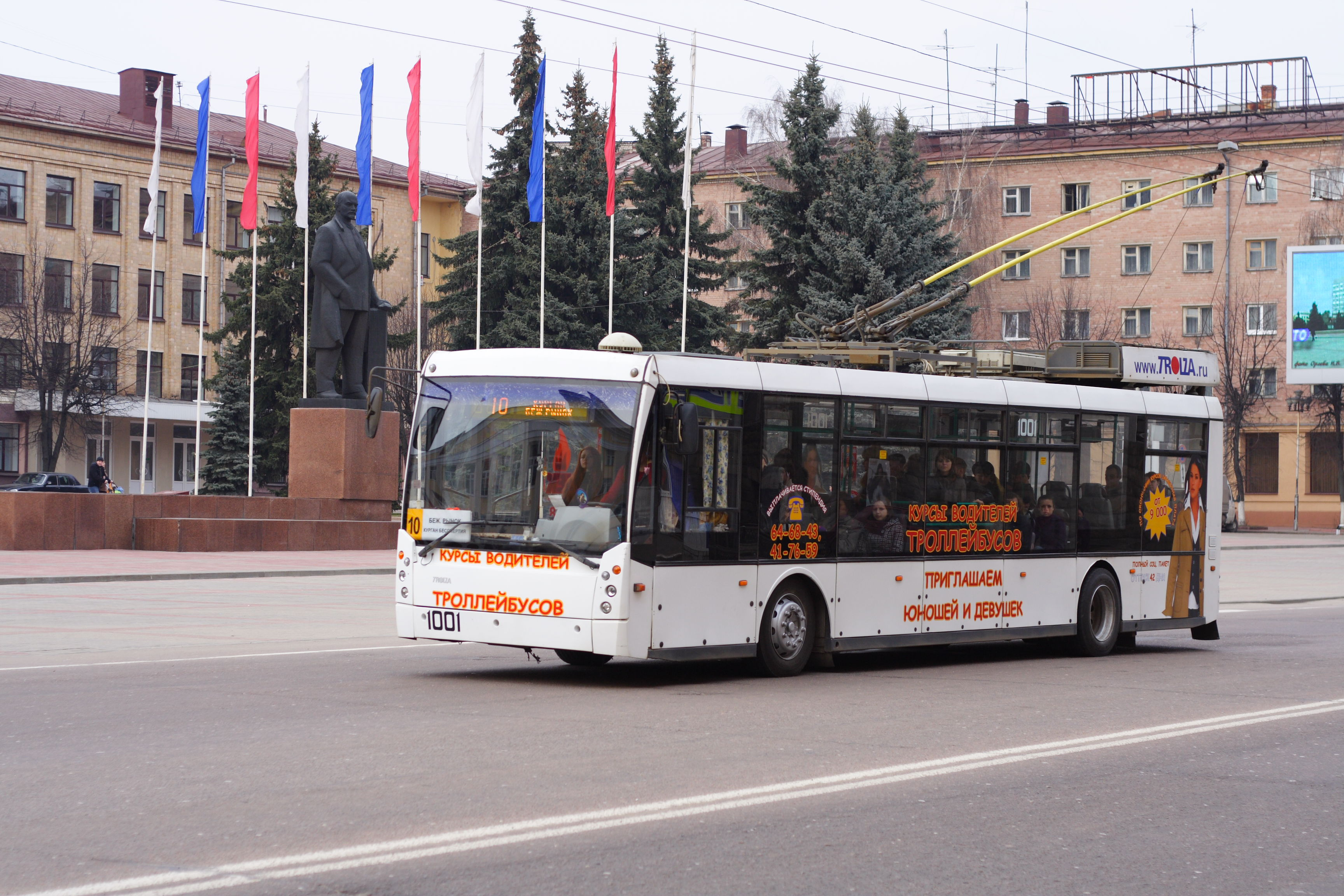
Тролза 5265 «Мегаполіс» у Брянську

## Експлуатація

### Росія
| Місто           | Роки поставок | Кількість в порядку зменшення |
| --------------- | ------------- | ----------------------------- |
| Москва          | 2006 —        | 101                           |
| Перм            | 2009 —        | 46                            |
| Енгельс         | 2009          | 11                            |
| Саратов         | 2008 — 2009   | 11                            |
| Ярославль       | 2008          | 5                             |
| Мурманськ       | 2007          | 5                             |
| Краснодар       | 2007          | 3                             |
| Брянськ         | 2007          | 2                             |
| Казань          | 2007          | 2                             |
| Смоленськ       | 2009          | 2                             |
| Владимир        | 2009          | 1                             |
| Воронеж         | 2009          | 1                             |
| Нижній Новгород | 2009          | 1                             |
| Санкт-Петербург | 2008          | 0 (1)                         |
| Санкт-Петербург | 2010          | 2                             |

### Україна

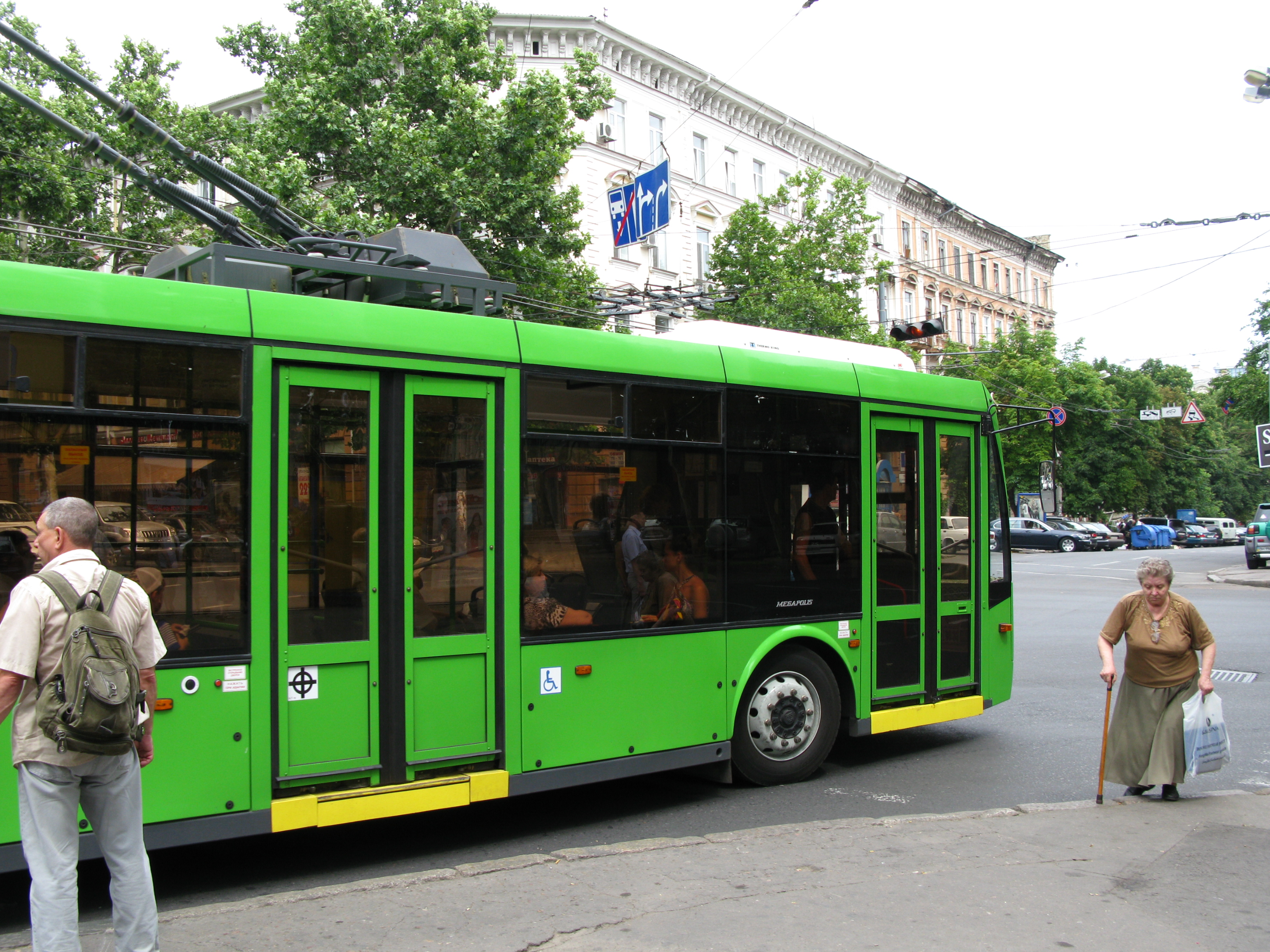
Тролза 5265 «Мегаполіс» в Одесі

Партія надійшла в 2009 році, тролейбуси обладнані кондиціонерами.
| Місто  | Роки поставок | Кількість в порядку зменшення | Примітки                                                                |
| ------ | ------------- | ----------------------------- | ----------------------------------------------------------------------- |
| Одеса  | 2009          | 16                            | Обладнані кондиціонерами                                                |
| Дніпро | 2010          | 1                             | Був на випробуваннях у Криму/Донецьку. Повернений на завод «Південмаш». |